# Dimorphotheca montana
Dimorphotheca montana là một loài thực vật có hoa trong họ Cúc. Loài này được Norl. mô tả khoa học đầu tiên năm 1943.